# Одрубок
Одру́бок — село в Україні, у Вакулівській сільській громаді Криворізького району Дніпропетровської області. Населення — 45 мешканців.

## Географія
Село Одрубок знаходиться за 2 км від села Нові Ковна. По селу протікає пересихаючий струмок з загатою.

## Історія
Спочатку виник хутір Одрубок, потім, коли поряд поселилось чимало селянських родин, утворилось село з тою же назвою

## Населення

### Мова
Розподіл населення за рідною мовою за даними перепису 2001 року:
| Мова       | Кількість | Відсоток |
| ---------- | --------- | -------- |
| українська | 76        | 98.7%    |
| російська  | 1         | 1.3%     |
| Усього     | 77        | 100%     |

## Інтернет-посилання
- Погода в селі Одрубок

1. ↑  Рідні мови в об'єднаних територіальних громадах України — Український центр суспільних даних